# 리가토니
리가토니(이탈리아어: rigatoni, 단수: rigatone 리가토네[*])는 이탈리아의 파스타이다. 작은 튜브 형태로 생긴 파스타로서 직경이나 길이는 다양하다. 펜네나 유사한 지티보다는 크며 때로 그 형태가 조각한 것처럼 곡선형을 띤다. 리가토니는 보통 물결처럼 이랑이 져 있고 튜브의 끝이 펜네처럼 사선으로 잘려있지 않고, 지티처럼 직각으로 잘려있다.
리가토니라는 단어는 이탈리아어 단어 rigati에서 유래했으며 이는 "이랑이 진"이라는 뜻으로 리가토니의 표면은 이랑이 져 있다. 중부 지방과 남부 이탈리아에서 나타난다.
줄무늬가 있는 원통형 쇼트 파스타로 면이 굵고 넓어 속을 채워 넣는 파스타를 만들 때 사용되기도 한다.

## 사진

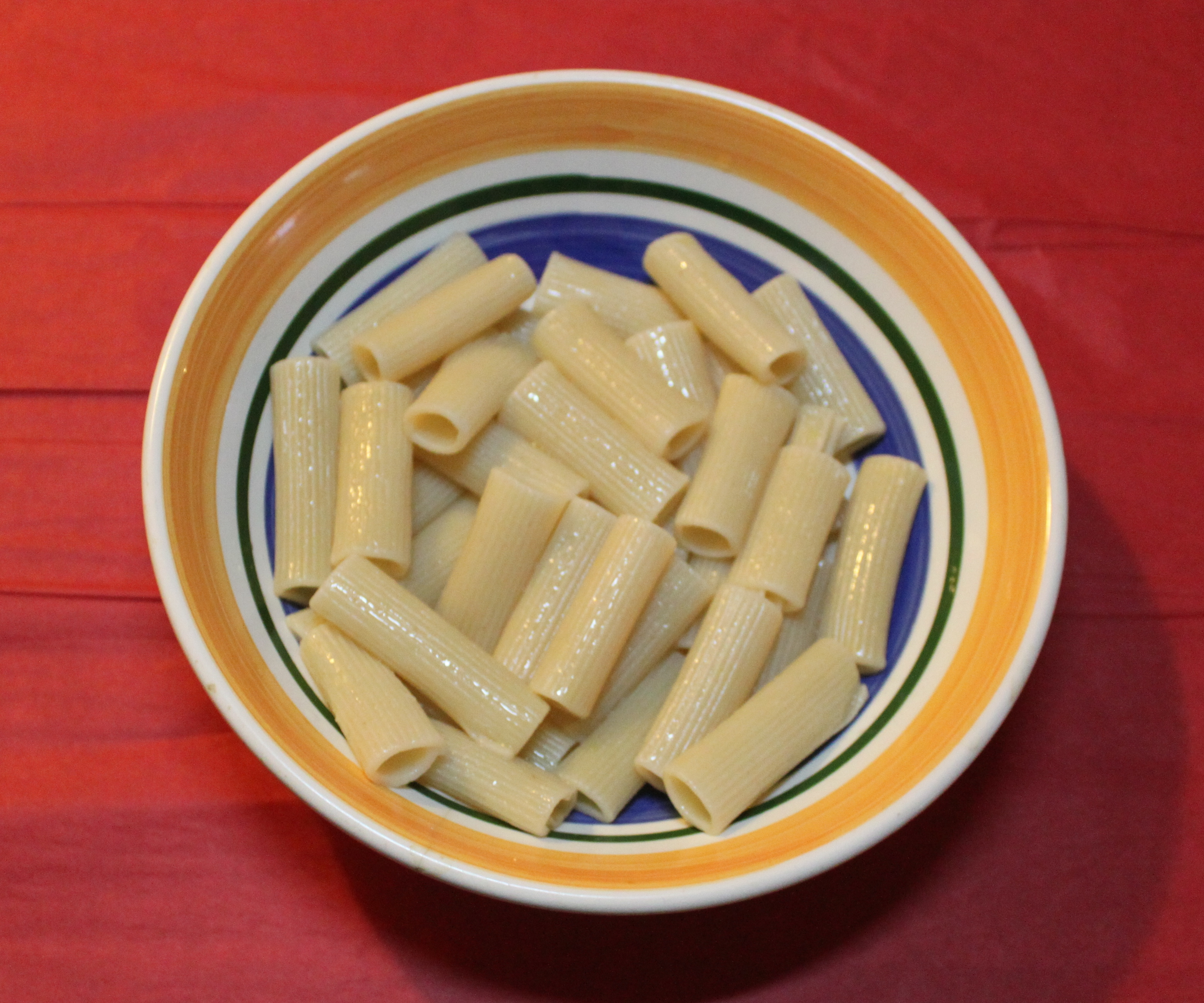
크기가 작게 조리된 리가토니